# Andreas Dückstein
Andreas Dückstein (ungarisch: Andor Dückstein; * 2. August 1927 in Budapest; † 28. August 2024 in Wien) war ein österreichischer Schachspieler. Im Februar 2024 wurde ihm für seine historischen Leistungen der Titel Ehren-Großmeister verliehen, wodurch er zum ältesten lebenden Schachgroßmeister wurde.

## Leben
Andor Dückstein lebte 22 Jahre lang in Budapest. Als Jude überlebte er die Schoah in Ungarn in einem Versteck. Nach dem Zweiten Weltkrieg überzog ihn das kommunistische Regime mit Schikanen. Nach mehreren vergeblichen Versuchen gelang ihm 1951 die Flucht aus seinem Heimatland nach Österreich.
In Österreich gebrauchte er den Vornamen Andreas. Er war zunächst Turnlehrer, studierte Rechtswissenschaften und wurde 1964 zum Dr. jur. promoviert. In seinen ersten Jahren in Wien verdiente er seinen Lebensunterhalt unter anderem als Schachspieler in Kaffeehäusern. Für eine gewonnene Partie erhielt er fünf Schilling.
Andreas Dückstein gewann dreimal die österreichische Staatsmeisterschaft (1954, 1956 und 1977), blieb aber trotz seiner Erfolge zeitlebens ein Amateur. Im Jahr 1956 verlieh ihm die FIDE den Titel Internationaler Meister. Er nahm für Österreich an insgesamt neun Schacholympiaden in den Jahren 1956 bis 1988 teil und erreichte 1956 und 1974 jeweils das beste Einzelergebnis am zweiten Brett. Dückstein nahm 1989 mit Österreich an der Mannschaftseuropameisterschaft teil.
Dückstein gewann Einzelpartien gegen die Schachweltmeister Max Euwe, Michail Botwinnik und Boris Spasski, konnte aber keine großen internationalen Turniere gewinnen. Als Senior erreichte er einen dritten Platz bei der Schachweltmeisterschaft der Senioren 1991 in Bad Wörishofen, die Wassili Smyslow gewann.
Dückstein wurde österreichischer Mannschaftsmeister 1966 mit dem SK Austria Wien, 1967, 1968 und 1971 mit dem SK Hietzing Wien sowie 1993 und 1994 mit dem SK Margareten, mit dem er auch am European Club Cup 1993 teilnahm. Weitere Vereine Dücksteins sind beziehungsweise waren Tschaturanga Wien, SK Währing, SK Zwettl, SC Fischer Wien (von 1994 bis 1996 in der Staatsliga A), Blackburne Nickelsdorf, SV Grimmenstein, SK Flötzersteig (von 1988 bis 1990 in der Staatsliga A) und der 1. Wiener Neustädter SV (in der Saison 1998/99 in der Staatsliga A).
Dückstein veröffentlichte 1979 das Buch Meister der Turmendspiele (1890–1914) (Wiener Schachverlag, Wien 1979). Nach historischer Elo-Zahl lag er im Januar 1957 auf Platz 56 der Weltrangliste.
2024 wurden seine Verdienste mit dem FIDE-Titel Ehren-Großmeister gewürdigt.
Andreas Dückstein starb am 28. August 2024 in Wien im Alter von 97 Jahren. Er wurde am Ober Sankt Veiter Friedhof bestattet.

## Turniererfolge
- Amsterdam IBM-Turnier 1964: 3. Platz
- Birseck 1971: 3.–4. Platz